# 高德儒
高德儒（？—617年），隋朝的亲卫校尉，他在洛阳西苑看见孔雀。自称看见鸾鸟祥瑞，奏报隋炀帝，孔雀已经飞走，无法验证，隋炀帝任命他为朝散大夫，后为西河（今山西汾阳）郡丞。大业十三年（617年）六月初五，李渊起兵，派儿子李建成、李世民攻打西河，六月初十，攻克西河，李世民历数他的罪过，将高德儒处死。